# Jaime Ayoví
Jaime Javier Ayoví Corozo (Eloy Alfaro, 21 febbraio 1988) è un calciatore ecuadoriano, attaccante dell'Emelec.

## Biografia
È cugino di Walter Ayoví, anch'egli calciatore.

## Carriera

### Club
Ha iniziato la sua carriera calcistica nelle giovanili del Paladín S. Nel 2006, Walter Ayoví gli consigliò un periodo di prova all'Emelec. Durante questo periodo, è stato notato dal club di Guayaquil, che gli ha offerto un contratto quadriennale a 18 anni.
Nel 2009 è stato ceduto in prestito al Manta per ottenere più esperienza. Ha giocato in 33 partite di campionato, segnando 7 gol. Per la stagione 2010-2011, il club aveva già in programma di cederlo in prestito a qualche altra squadra, ma il nuovo allenatore, Jorge Sampaoli, chiese al presidente di farlo rimanere nel club, vedendo le sue prestazioni. Tuttavia, non ebbe più molto spazio come nelle stagioni passate, infatti il nuovo allenatore Sampaoli, decise di schierare come titolare l'attaccante Hernan Peirone, lasciandolo in panchina. Nonostante ciò, è stato assolutamente fondamentale per l'Emelec, infatti aiutò il club a vincere la prima fase del torneo 2010 e a raggiungere la finale, giocata nel dicembre 2010.
Dopo la stagione 2010-2011, in scadenza di contratto con l'Emelec, si unisce al club messicano del Toluca. Ha segnato il suo primo gol nella sua seconda presenza contro i Jaguares de Chiapas.

### Nazionale
Fu chiamato dal nuovo manager Reynaldo Rueda per giocare con la nazionale per la prima volta per una partita contro il Messico a Guadalajara il 4 settembre 2010, in cui fece anche il suo primo gol.
Viene convocato per la Copa América Centenario negli Stati Uniti.

## Palmarès

### Club

#### Competizioni nazionali
- Copa Ecuador: 1

Independiente del Valle: 2022

#### Competizioni internazionali
- Coppa Sudamericana: 1

Independiente del Valle: 2022

### Individuale
- Capocannoniere del campionato ecuadoriano: 1

2010 (23 reti)